# Saison 2012 du Urawa Red Diamonds
Maillots
Dernière mise à jour : 30 septembre 2012.
Chronologie
Saison précédente Saison suivante
La saison 2012 du Urawa Red Diamonds est la 12e saison consécutive du club en première division du championnat du Japon, et la 46e au sein de l'élite du football japonais.